# أرشيف نواة داروين
أرشيف نواة داروين هو معيار بيانات معلوماتية التنوع الحيوي والذي يقوم بتوظيف مصطلحات نواة داروين لإنتاج مجموعة بيانات فردية قائمة بذاتها لتواجد الأنواع، قائمة فحص، اعتيان حدثي أو بيانات عينة المواد.
هو عبارة بشكل اساسي عن مجموعة من ملفات CSV النصية مع واصف (meta.xml) لإعلام الاخرين عن كيفية ترتيب ملفاتك.
صيغة الملفات مُعرّفة في الإرشادات النصية لنواة داروين وهي صيغة البيانات المفضلة لنشر البيانات على شبكة GBIF.

## نواة داروين
لقد تم استخدام معيار نواة داروين لتعبئة الغالبية العظمى من تواجد الأنواع والسجلات المُرصدة على شبكة GBIF. لقد أُعدّ معيار نواة داروين بالأصل لتسهيل اكتشاف واسترجاع ودمج المعلومات حول العينات البيولوجية الحديثة وتواجدها الزماني والمكاني والأدلة الداعمة لها المشمولة في مجموعات (رقمية أو فيزيائية).
نواة داروين اليوم اوسع نطاقا وتهدف لتوفير مرجع قياسي وثابت لتشارُك المعلومات حول التنوع الحيوي.
توفر نواة داروين كمسرد مصطلحات العديد من المصطلحات دلالية بهدف ان تكون قابلة لإعادة الاستخدام إلى اقصى حد في مجموعة متنوعة من السياقات.هذا يعني ان نواة داروين قد تستخدم بنفس الطريقة التي كانت تستخدم بها قديماً ولكن يمكن أيضا ان تخدم كاساس لبناء صيغة بيانات تبادلية أكثر تعقيداً وبذات الوقت تضمن إمكانية التبادل عن طريق مجموعة مشتركة من المطلحات.

## صيغة بيانات الأرشيف
تكمن الفكرة المركزية للأرشيف في ان البيانات مرتبة بشكل منطقي بطريقة مشابهة للنجم مع وجود ملف بيانات اساسي واحد محاط بأي عدد ممكن من الإمتدات.كل امتداد يشير إلى سجل في الملف الأساسي وبهذه الطريقة من الممكن ان يتواجد من صفر إلى العديد من سجلات الامتداد لكل سجل اساسي واحد لتوفير مساحة لنقل البيانات أكثر فعالية من بديل ضم كل البيانات في جدول واحد والذي من المحتمل ان يحتوي على العديد من الخلايا الفارغة.
من الممكن ايجاد التفاصيل عن الامتدادت المقترحة في الاقسام الفرعية المعنية وستكون موثقة على نطاق واسع في سجل GBIF والذي سيقوم بفهرسة كل الامتدادات المتاحة.
تسمح مشاركة مجموعات البيانات بدلا من استخدام خدمات الويب التصفحية مثل DiGIR و TAPIR نقل بيانات أكثر فعالية وابسط على سبيل المثال:
يأخد استرجاع 260,000 سجل عن طريق TAPIR ما يقارب التسع ساعات ويتطلب إصدار 1,300 صفحة http نقل 500 ميجابايت من البيانات المُنسقة باستخدام xml ومجموعة البيانات ذاتها بُرمجت ك DwC-A وضُغطت لتصبح ملف بسعة 3 ميجابايت ولذلك تنصح GBIF بشدة بضغط الأرشيف باستخدام ZIP وGZIP عند تشغيل DwC-A .
يتطلب الأرشيف مُعرفات ثابتة للسجلات الاساسية ولكن ليس للإمتدادت لذلك من الضروري تواجد نوع ما من معرفات السجل المحلي لأي نوع من البيانات المشتركة.
ان المحافظة على المعرفات الثابتة (مع البيانات الأصلية) بمرور الوقت والتي لم يتم إعادة استخدامها بعد مسح السجل من الممارسات الجيدة.
إذا كان بوسعك فقم رجاءاً بتوفير معرفات عالمية فريدة من نوعها بدلاً من المعرفات المحلية.

## واصف الأرشيف
(يتم العمل عليه)

## البيانات التعريفية لمجموعة البيانات
يجب ان يمتلك ارشيف نواة داروين ملف يحتوي على بيانات تعريفية تصف مجموعية البيانات كاملة.
لغة البيانات التعريفية البيئية تعتبر أكثر صيغة بيانات شائعة ولكن يتم استخدام نواة دبلن البسيطة ايضاً لهذا الغرض.

## الوصلات الخارجية
- Darwin Core Quick Reference Guide
- Biodiversity Information Standards (TDWG)
- Global Biodiversity Information Facility (GBIF)
- Biodiversity informatics